# Eberhard Friedrich von Venningen

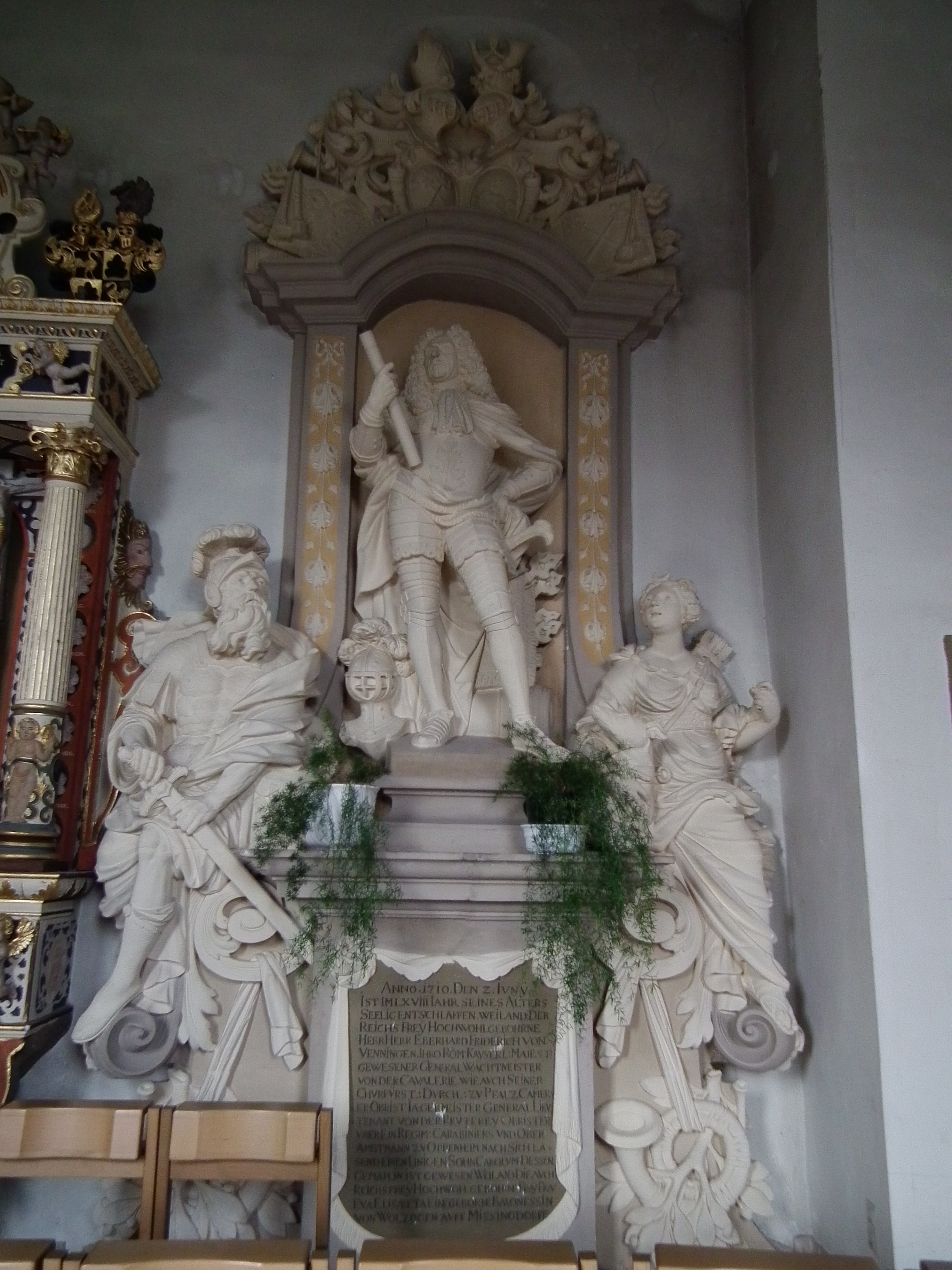
Epitaph für Eberhard Friedrich von Venningen in der evangelischen Kirche Neidenstein

Eberhard Friedrich von Venningen (* 1642; † 2. Juni 1710 in Heidelberg) stammte aus der Elsässer Linie der Herren von Venningen. Er wurde im militärischen Dienst für die Kurpfalz bis zum Generalleutnant befördert.

## Leben
Eberhard Friedrich von Venningen war der Sohn des pfälzischen Jägermeisters Philipp Ludwig von Venningen († 1678) und der Maria Catharina von Rathsamhausen. Die Familie hatte zu jener Zeit eine gehobene Stellung am kurpfälzischen Hof und so trat auch Eberhard in die Dienste von Kurfürst Karl Ludwig. Seine Schwester Anna Eleonore von Venningen, die Georg Gottfried von Rathsamhausen heiratete, war Hofdame bei Liselotte von der Pfalz. In deren Briefen wird Eberhard Friedrich an mehreren Stellen als Eberfritz erwähnt. 1669 war er an der Jagd mit Windhunden beteiligt.
1678 war er Jägermeister, 1680 Oberjägermeister. Er begleitete 1680 den Kurfürsten nach England, wo er wie dieser die Würde eines Doktors der Medizin verliehen bekam. 1688 wurde er Hauptmann, 1693 Obrist. Nach der Belagerung von Landau in der Pfalz, die er 1703 schwer verwundet überstand, wurde er 1706 zum Generalleutnant ernannt.

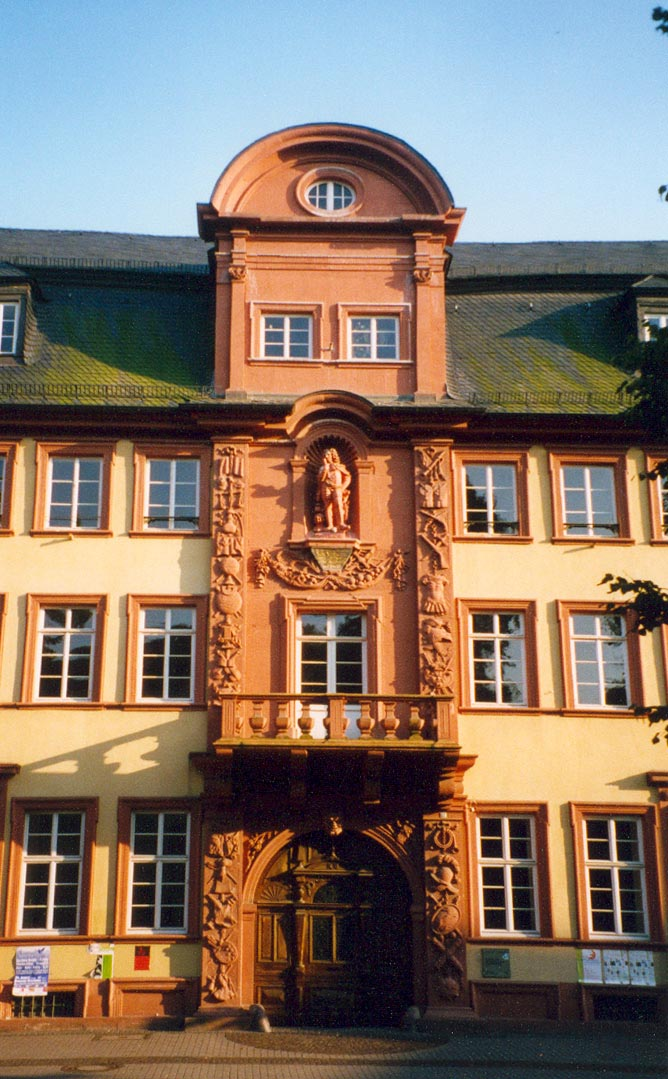
„Haus zum Riesen“ in Heidelberg mit überlebensgroßer Venningen-Statue

Für seine Familie führte er ab 1672 die langwierigen Verhandlungen gegen die Raitz von Frentz um den Besitz an Schloss und Ort Grombach, das die Venningen von 1498 bis zum frühen 17. Jahrhundert besessen hatten, das dann aber über zwei Venningen-Erbtöchter in wechselnde Hände gelangt war. Die Klagen zogen sich zwar bis noch bis 1798 und damit über mehrere Generationen hin, Eberhard Friedrich erwirkte aber schon 1697 die Besitzeinweisung und 1702 die Rückübertragung Grombachs an die Venningen, so dass fortan sein Bruder Philipp Egolph († 1708) im Schloss Grombach residierte.
Im Jahr 1707 ließ Eberhard Friedrich das Haus zum Riesen in Heidelberg errichten. Baumeister war Johann Adam Breunig, der auch das Jesuitenkolleg und die Alte Universität baute. Das Haus wurde mit ausdrücklicher Erlaubnis des Kurfürsten aus Quadersteinen des teilweise gesprengten Dicken Turmes des Heidelberger Schlosses errichtet. Das Haus verdankt seinen Namen der von Heinrich Charrasky geschaffenen überlebensgroßen Statue des Bauherren, die in Höhe des zweiten Stockwerkes den Mittelrisalit ziert.
Eberhard Friedrich starb am 2. Juni 1710 und wurde in der evangelischen Kirche zu Neidenstein, einer traditionellen Grablege derer von Venningen, bestattet.

## Familie
Er war mit Eva Elisabeth von Wolzogen auf Missingdorf verheiratet. Aus dieser Ehe entstammt der Sohn Carl (1684–1718), seine Taufpatin war Elisabeth Charlotte von der Pfalz, auf deren zweiten Vornamen sein Name zurückgeht. Carl von Venningen wurde pfälzischer Jägermeister und Oberamtmann zu Oppenheim. Er hinterließ nur eine Tochter, Helena Elisabetha, die mit Friedrich von und zu der Thann verheiratet war, so dass Teile des Venningenschen Besitzes nach 1718 an die Thann kamen.
Eberhard Friedrichs Bruder Johann Augustin († 1713) ist Vorfahr aller heute noch lebender Venningens. Sein Enkel Carl Philipp von Venningen (1728–1797) vereinte den gesamten Familienbesitz auf sich und war kurpfälzischer Regierungspräsident.

## Grabmal
Sein Grabmal in der evangelischen Kirche zu Neidenstein, auf dem er in voller Lebensgröße dargestellt ist, gestaltete wohl Heinrich Charrasky, der auch die Venningen-Statue am Haus zum Riesen schuf. Beim Grabmal verkörpern der Kriegsgott Mars und die Jagdgöttin Diana die Lebensinhalte des Toten. Dazu passend sind Kriegs- und Jagdhorn abgebildet. Die Widmung zählt Venningens Titel auf:
Ihro Röm. Kayserl. Maiest. gewesener Generalwachtmeister von der Cavalerie wie auch seiner Churfürstl. Durchl. zu Pfalz Camerer, Obristjägermeister, Generallieutenant von der Reuterey, Obrister über ein Regim. Carabiniers und Oberambtmann zu Oppenheim